# Coupe du monde de saut d'obstacles 1980-1981
Navigation
Édition précédente Édition suivante
La coupe du monde de saut d'obstacles 1979-1980 est la 3e édition de la coupe du monde de saut d'obstacles organisée par la FEI. La finale se déroule à Birmingham (Royaume-Uni), en avril 1981.

## Classement après la finale
| Pos. | Cavalier      | Nationalité | Cheval    |
| ---- | ------------- | ----------- | --------- |
| 1    | Michael Matz  | États-Unis  | Jet Run   |
| 2    | Donald Cheska | États-Unis  | Southside |
| 3    | Hugo Simon    | Autriche    | Gladstone |